# Ramalinga Swamigal

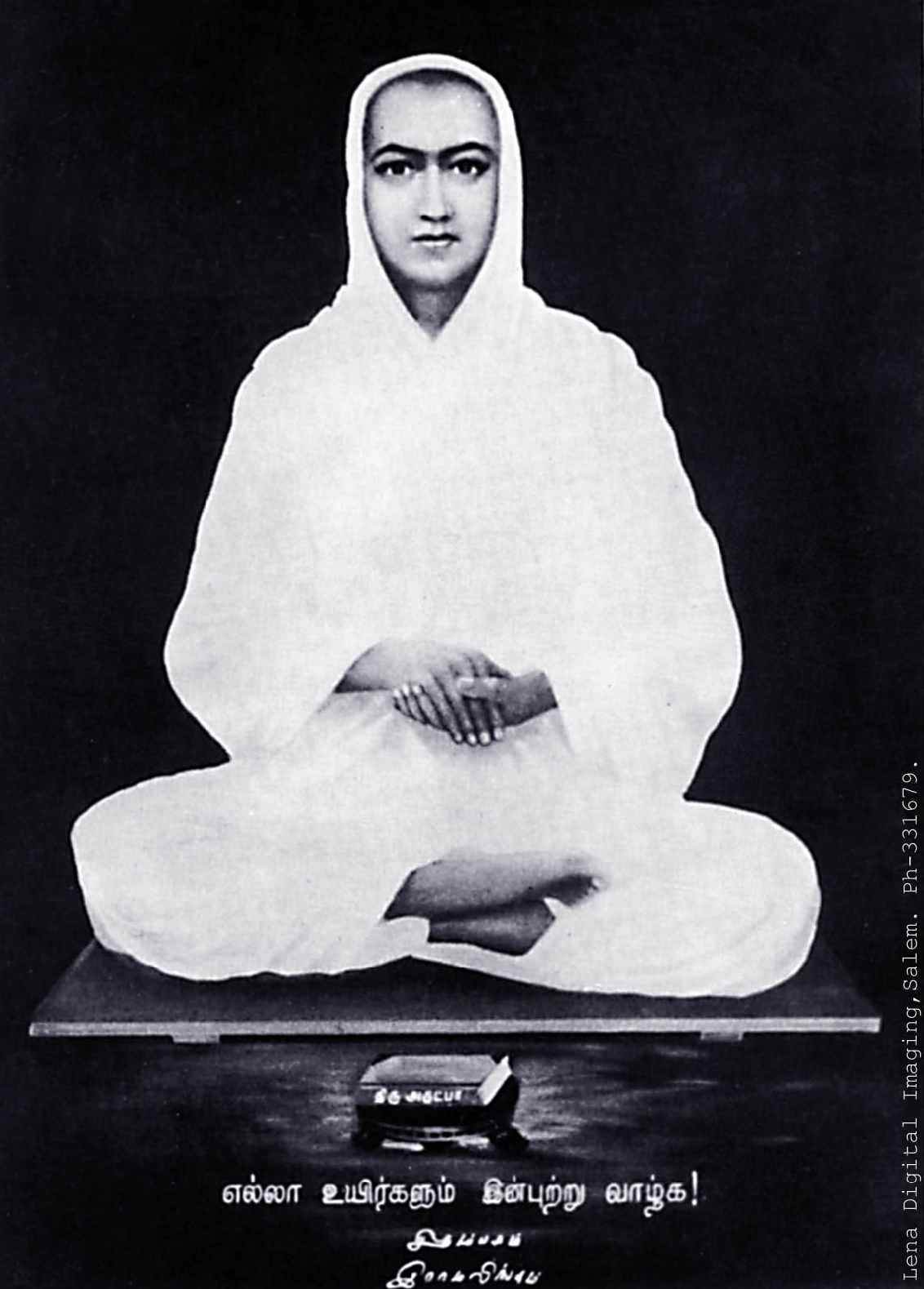
Ramalinga Swamigal (19. Jahrhundert)

Ramalinga Swamigal (auch: Ramalinga Swamy, Iramalinka Atikal; * 5. Oktober 1823 in Maratur, Chidambaram, Tamil Nadu; verschwunden am 30. Januar 1874) war ein tamilischer Shivait, Dichter, Autor, Prediger und schlussendlich Heiliger. Sein Leben verbrachte er mit dem Predigen und Verbreiten seiner Lehren, insbesondere des samarasa suddha sanmarga sathiya sangam, der Gleichheit und Einheit aller Lebewesen, womit er sich auch direkt gegen das Kastenwesen wendete.

## Leben
Schon als Kind wurden ihm von einem Yogi große Taten vorhergesagt. Nachdem er sich bereits früh in tamilische Werke über den Shivaismus eingelesen hat widerstrebt ihm eine klassische Ausbildung durch seinen älteren Bruder, der ihn nach dem Tod seines Vaters erzieht. Daher verbringt er viel Zeit im nahe liegenden Tempel und in seinem Zimmer, wo er vor einem Spiegel meditiert. Hier hat er seine ersten spirituellen meditativen Erfahrungen sowie seine ersten Visionen.

## Werdegang
1858 verließ er mit 35 Jahren Chennai und ging nach Karunkuli, wo er umgehend mit dem Verfassen erster literarischer Werke und dem Predigen seiner Lehren begann, was ihm zu seinen ersten Schülern verhalf. Auch werden ihm hier erste Wunder nachgesagt, so soll er einen Ungläubigen bekehrt und einen Blinden geheilt haben. 
Ferner entstanden seine Lehren des Jivakarunyam, welches Liebe und Mitgefühl gegenüber allen Lebewesen vorschreibt und somit auch das Verspeisen von Fleisch oder religiöse Opfergaben untersagt, und des sanmarga (Rechten Pfades), welcher den Weg zum glorreichen Leben ohne Tod und damit dem Eins-Werden mit Shiva aufzeigt.
1865 erfüllt er sich schließlich seine Vision von Gleichheit und Einheit zwischen allen Menschen und gründet die Samarasa Suddha Sanmarga Sathiya Sangam, eine für jedermann offenstehende Gruppierung gleichgesinnter Anhänger von Ramalinga. Die vier Grundregeln lauteten:
- Lernen, Einhalten und Predigen des Jivakarunyam
- das Töten von Lebewesen, rituelle Opfergaben und das Krematieren von Toten waren verboten, es galt absoluter Vegetarismus
- Gleichheit und Einheit von Allen (oneness of all), Ramalinga wendet sich hiermit gegen das Kastenwesen und die damit einhergehende Diskriminierung
- Ziel aller Mitglieder ist das Erlangen des ewigen Lebens ohne Tod (sanmarga)

Hiermit setzte sich Ramalinga auch stark für soziale Aufgaben ein, so ließ er neben seinem Engagement gegen das Kastenwesen 1867 ein Haus für Arme (das Sathya Dharma Salai) in Parvatipuram bauen. Auch publizierten einige seiner Schüler mit dem Tiruvarupta, einer Sammlung von 7000 seiner Gedichte, sein erstes Buch.
1871 baute er in Vadalur den Tempel Satya Gnana Sabai ("Hall of true wisdom") für die Samarasa Suddha Sanmarga, ließ diesen jedoch im Jahr darauf bereits wieder schließen. Daraufhin zog er sich immer weiter aus dem öffentlichen Leben zurück, bis er ab November 1873 nur noch sporadisch sein Zimmer verließ. 

## Verschwinden am 30. Januar 1874
Nach seinem Rückzug hielt er am 22. Oktober 1873 vor seinen Schülern seine letzte Rede, in der er sie auffordert, an das Übernatürliche zu glauben und zu seiner Lampe, welche er vor sein Zimmer stellte, zu meditieren. Am 30. Januar 1874 wies er seine Schüler darauf an, ihn in sein Zimmer einzuschließen und es nicht mehr zu öffnen. Selbst wenn sie dies tun sollten, würden sie nichts vorfinden. Als sich Gerüchte über sein Verschwinden verbreiteten, ordnete die indische Regierung im Mai 1875 die gewaltsame Öffnung der Tür an. Als der Raum jedoch betreten wurde, befand sich nichts darin, weder gab es Spuren einer Leiche noch eines Ausbruchs aus dem Zimmer.
Heute gibt es verschiedene Theorien über sein Verschwinden. Während Kritiker, unter ihnen vor allem orthodoxe Shivaiten, die These vertreten, dass er nicht länger sein heuchlerisches Lügenbild als Wunderbringer aufrechterhalten konnte und daher, auch enttäuscht von dem Verhalten seiner Schüler, untertauchen musste, ist er nach Meinung seiner ehemaligen Schüler gemäß seinen Lehren eins mit Shiva geworden. So habe er die höchste Stufe des sanmarga erreicht und sei somit im Licht aufgegangen, um die gleiche Stufe wie Gott Shiva zu erreichen. Außerdem habe er kurz vor seinem Einschließen gesagt, dass er eines Tages wiederkomme, wenn er in anderen Ländern seine Predigten unter das Volk gebracht habe.

## Angebliche körperliche Transformation
Im Laufe seines Lebens soll Ramalinga drei Transformationen seines Körpers erreicht haben. Zunächst von einem normalen menschlichen Körper zum "perfekten" oder "reinen" Körper (perfect oder pure body), welcher eine Unverletzlichkeit gegenüber allen äußeren Einflüssen und damit die Unsterblichkeit mit sich bringt. Als Nächstes transformierte er zum "grazilen" oder "goldenen" Körper (grace oder golden body), womit er unberührbar und gleichzeitig Beherrscher aller Siddhi wurde. Zum Schluss gelang es ihm, den "seligen" oder "Om"-Körper (bliss oder Om-Body) zu erlangen, welcher ihn omnipräsent, jedoch unsichtbar und unberührbar zugleich macht. So soll auch mehrmals versucht worden sein, ihn zu fotografieren, was jedoch jedes Mal misslang, da er auf den Fotos schlicht nicht zu sehen war. Mit dem Eingehen in das Licht erreichte er einen Zustand, der mit dem Körper des Shiva vergleichbar ist, und ihn somit auf eine neue herausragende Stufe mit Shiva stellt.

## Ramalinga als Siddha
Ramalinga bezeichnete sich in mehreren seiner Gedichte selbst als Siddha, also jemanden, dem es durch perfektes Training gelungen sei, übermenschliche Fähigkeiten, sogenannte Siddhis zu erwerben. Daher soll er unter anderem in der Lage gewesen sein, Tote wiederzubeleben, selbst unsterblich zu sein, Gold herzustellen und Menschen zu heilen. Auch werden ihm ein enormer Auto-Didaktismus und die Fähigkeit, die Zukunft vorherzusagen, zugeschrieben.

## Nachwirkung
Nach seinem Verschwinden dienten Ramalinga Swamigal und seine Lehren einer Gruppe von tamilischen Gelehrten, unter ihnen vor allem J.M. Nallaswami Pillai und sein ehemaliger Schüler Maraimalai Atikal, als Leitperson zur Gründung der Saiva Siddhanta Samaj, einer Gruppierung mit dem Ziel, einen neuartigen, radikalen Shivaismus (Shaiva Siddhanta) als tamilische Religion zu konstruieren. Hierbei fungierte Ramalinga als oberster Heiliger und seine Lehre der "Gleichheit und Einheit aller Lebewesen" als formaler Grundsatz, welcher jedoch im späteren Verlauf großzügig missachtet wurde, da Menschen niedrigerer Kasten und anderer Religionen der Beitritt verwehrt blieb. Diese Bewegung führte später zu einer stark nationalistisch geprägten Pro-Tamilischen Bewegung (Pure Tamil Movement), welche schließlich in der Gründung der Justice Party gipfelte.

## Werke
- Thiruvarupta, Sammlung von 7000 seiner Gedichte
- Manumurai Kanda Vaasagam, der Erzählung des Lebens von Manu Needhi Cholan